# HyperFile
HyperFileSQL es una base de datos asociada a los entornos de desarrollo desarrollados por la sociedad francesa PC SOFT.
- WinDev
- WebDev
- WinDev Mobile

## El Motor HyperFileSQL
Este motor de base de datos, que apareció a finales de los años 1980, y está ahora integrado en WinDev, WebDev y WinDev Mobile, existe en varios modos. Una característica de esta base de datos es que puede ser distribuida gratuitamente en todas sus versiones. En 2011, HyperFileSQL se presentó al público en utilización de una base de datos de 16 billones de registros.

### HyperFileSQL "Classic"
Este modo está principalmente orientado a ficheros (ISAM), y maneja automáticamente los accesos concurrentes a los datos en local (aplicaciones multi-instancias) o en red.
Permite unir las tablas en el repertorio de la aplicación o una carpeta de la máquina para utilización en solo un puesto (o nómada si los datos y el programa están almacenados en un soporte amovible), o instalar ficheros en un servidor.
El servidor de fichero puede ser un servidor windows o compatible Samba (*nix), lo cual permite instalar ficheros en un servidor Linux.

### HyperFileSQL "Client/Server"
El acceso a datos se realiza vía un programa “servidor”. Este programa servidor existe para Windows y Linux.
Este modo de funcionamiento permite acelerar los rendimientos de acceso a datos en red, limitando el volumen de datos que circulan en la red. Este modo permite un acceso a distancia seguro que ofrece buen rendimiento
Las tablas Classic son compatibles con las tablas Client/Server. La programación de acceso es compatible.

### HyperFileSQL "Mobile"
Esta versión de Hyper FileSQL, compatible con la versión Classic y Client/Server, está destinada a los terminales móviles bajo Windows CE o Windows Mobile: Pocket PC, Teléfono inteligente, Terminal Industrial…